# Història de Niue
La història de Niue és la història de la zona i la gent de Niue, incloses les seves societats indígenes polinèsies. Niue va ser poblada per primer cop pels mariners polinesis de Samoa al voltant de l'any 900 dC. Més colons (o possiblement invasors) van arribar de Tonga al segle XVI.
El primer albirament conegut de l'illa per un europeu va ser el del capità James Cook l'any 1774, durant el seu segon viatge pel Pacífic. El missioner pioner John Williams va ser el primer europeu a desembarcar a l'illa al 1830. Després d'anys d'activitat missionera britànica, les negociacions amb els reis locals per a la protecció britànica de l'illa van començar l'any 1879. El governador de Nova Zelanda Lord Ranfurly va proclamar la sobirania britànica sobre Niue al 1900, per tant va posar l'illa sota el patronat de Nova Zelanda.
Niue va perdre al voltant del 4% de la seva població durant la Primera Guerra Mundial, ja que 150 homes de Niue van ser enviats a França sota l'exèrcit de Nova Zelanda, dels quals gairebé cap no va tornar. La Segona Guerra Mundial, però, no va afectar directament l'illa.
Niue es va passar a l'autogovern l'any 1974. Des d'aleshores, la població de l'illa ha anat disminuint a causa de l'emigració pels freqüents desastres naturals devastadors i la manca d'oportunitats econòmiques.

## Primers anys
Fins a principis del segle XVIII, sembla que no hi va haver cap govern nacional ni cap líder a Niue. Abans d'aquest moment, els caps i caps de família exercien l'autoritat sobre els diferents segments de la població. Cap al 1700, sembla que es va introduir el concepte i la pràctica de la reialesa, a través del contacte amb Samoa o Tonga. A partir d'aleshores, una successió de patu-iki (reis) va governar l'illa, el primer dels quals va ser Puni-mata .

## Contacte europeu
El capità James Cook va ser el primer europeu a albirar l'illa, però no va poder desembarcar-hi a causa de l'oposició ferotge de la població local. L'Encyclopædia Britannica de 1911 afirmava que això es devia a la por dels nadius a les malalties estrangeres. En conseqüència, Cook va nomenar Niue l'illa salvatge .

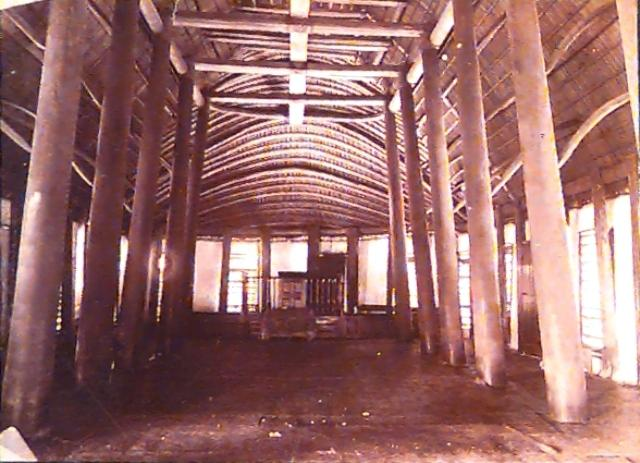
Foto de Thomas Andrew de l'interior de l'edifici de l'església d'Alofi, 1896.

Els missioners cristians de la Societat Missionera de Londres van convertir al cristianisme la majoria de la població ja cap al 1846. Tui-toga, que va regnar de 1875 a 1887, va ser el primer rei cristià de Niue.
L'illa va ser visitada pel capità John Erskine a bord del HMS Havannah, el juliol de 1849.

## Protectorat britànic
El 1887, el rei Fataaiki va escriure a la reina Victòria del Regne Unit, sol·licitant que Niue passés a comptar amb la protecció britànica, però la seva petició va ser rebutjada. El 1900, en resposta a noves peticions, l'illa va esdevenir un protectorat britànic, i l'any següent fou annexada a Nova Zelanda. La llunyania de Niue, així com les diferències culturals i lingüístiques entre els seus habitants polinesis i els de les illes Cook, van fer que fos administrada per separat.

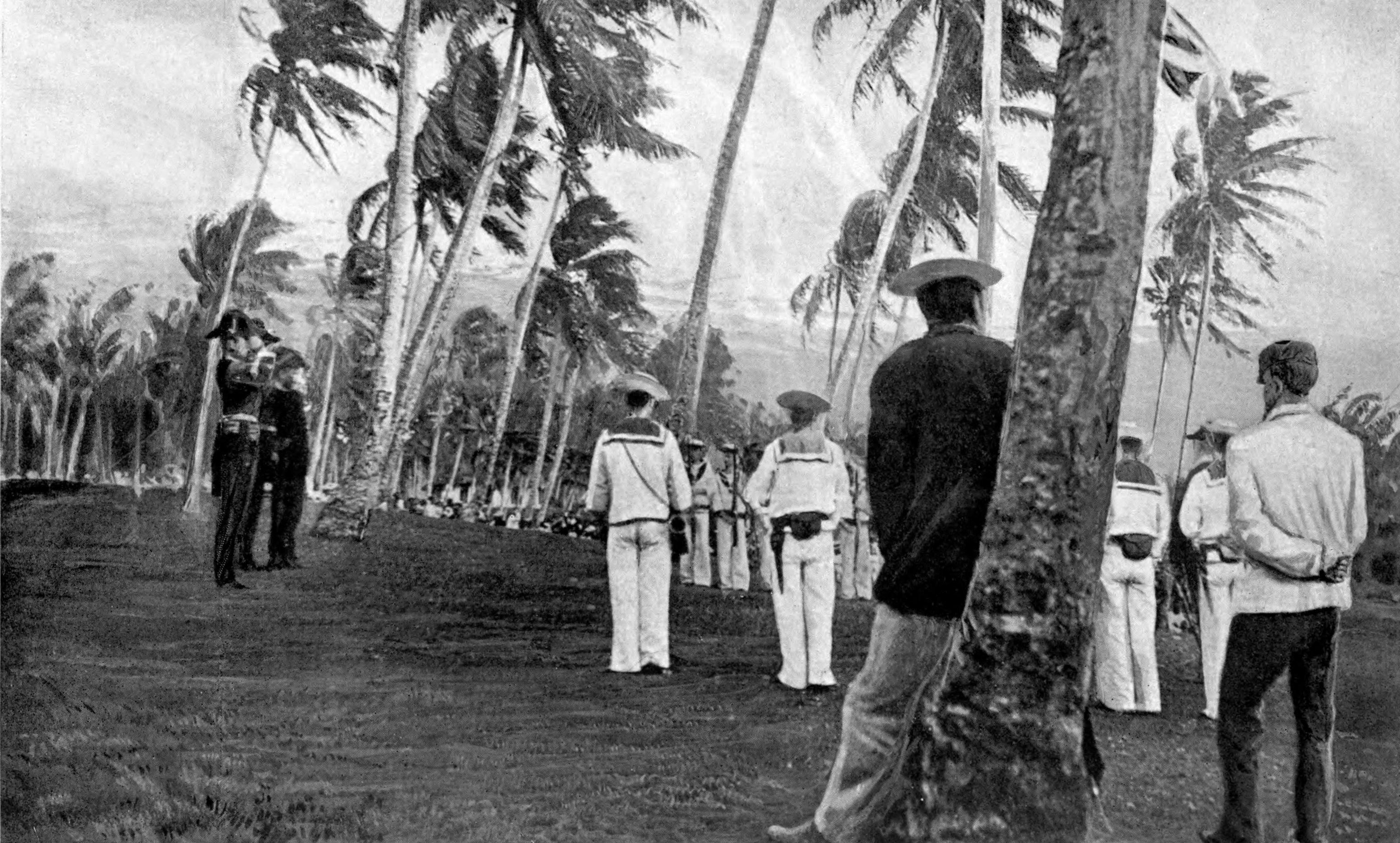
Hissament de la bandera britànica a Niue, 1900

## Primera Guerra Mundial
Durant la Primera Guerra Mundial, 148 homes de Niue (el 4% de la població de l'illa) van haver de servir com a soldats per les forces armades de Nova Zelanda. Inicialment van ser enviats a Egipte, el febrer de 1916, però, eren habitual les malalties i a l'abril més de la meitat havien estat hospitalitzats. Van ser traslladats al nord de França l'abril de 1916, on també eren freqüents les malalties. A finals de maig es va decidir que els soldats niueans serien retirats del front, sent enviats a Hornchurch, a Anglaterra, abans de tornar a Nova Zelanda a finals de juny.

## Autonomia
Niue va obtenir la seva autonomia l'any 1974 en estat de lliure associació amb Nova Zelanda, que gestiona els afers militars i exteriors de l'illa. A Niue se li havia ofert l'autonomia el 1965 (juntament amb les Illes Cook, que van acceptar), però va demanar que la seva autonomia fos ajornada una dècada més.
Els niueans continuen sent ciutadans de Nova Zelanda i utilitzen el passaport estàndard de Nova Zelanda. Els niueans que compleixen els criteris de residència normals en qualsevol dels països poden votar o presentar-se a les eleccions d'aquest estat. Niue continua utilitzant la moneda de Nova Zelanda, però emet els seus propis segells de correus (els segells de Nova Zelanda no són vàlids per a l'enviament a Niue, ni els segells de Niue a Nova Zelanda).

## Història recent
El gener de 2004, Niue va ser colpejada per un cicló devastador (el cicló Heta) que va deixar sense llar 200 dels 1.600 habitants de les illes. Com que diversos residents locals van optar després per no reconstruir-les, el ministre d'Afers Exteriors de Nova Zelanda, Phil Goff, va especular que l'estatus de Niue com a nació autònoma en lliure associació amb Nova Zelanda podria posar-se en dubte si massa residents abandonaven l'illa per poder tenir els serveis bàsics garantits. Poc després, el primer ministre de Niue, Young Vivian, va rebutjar categòricament la possibilitat d'alterar la relació existent amb Nova Zelanda.
La població de l'illa segueix minvant (d'un màxim de 5.200 al 1966 a unes 2.100 l'any 2000), amb una emigració significativa a Nova Zelanda.